# Bhadravarman III
Bhadravarman III est un souverain de la VIe Dynastie du royaume de Champā il règne vers 908 à 916.

## Contexte
En 908 le roi Jaya Simhavarman Ier meurt et il a comme successeur son fils Jaya Saktivarman. Cette accession au trône semble avoir donné lieu à une crise de succession, puisque le nouveau roi n'est
nommé incidemment qu'une seule fois en 908 et que la même année marque l'avènement du roi Bhadravarman III issu d'une lignée collatérale de la famille royale. Le nouveau roi est en effet apparenté  à la dynastie d'Indrapura par son épouse la princesse Ugradevi, fille du prince Sārthavāha, frère de la reine Rājakula Haradevi, l'épouse d'Indravarman II, et de son épouse Rudrapura. Il ne règne que jusqu'en 916 et son activité politique directe demeure centrée sur les actuelles province de Quảng Nam et de Quảng Trị la présence d'un feudataire du roi dans la province de Kontům, dans les zones montagneuses autour de Kon Klor, montre, par ailleurs, que l'autorité royale s'étendait jusqu'aux régions montagneuses. Il a comme successeur son fils Indravarman III.

## Sources
- Anne-Valérie Schweyer La vaisselle en argent de la dynastie d'Indrapura (Quàng Nam, Việt Nam) Études d'épigraphie cam II. Bulletin de l'École française d'Extrême-Orient  année 1999  n° 86  p.  345-355 & Tableau généalogique p. 351.
- Georges Maspero Le Royaume De Champa , vol. 11, no. 1, 1910: Chapitre V. Le Tch'eng Cheng (Suite) Dynastie VII 900-986 p. 60-71 JSTOR, www.jstor.org/stable/4526131. Consulté le 24 décembre 2020.